# سيلفانا دي لوت
سيلفانا دي لوت (بالإيطالية: Silvana Di Lotti)‏ هي معلمة موسيقى وملحنة إيطالية، ولدت في 29 نوفمبر 1942.